# Catherine Macready
Catherine Frances Birch Macready (* 21. Juli 1834 in Elstree, Hertfordshire; † 24. März 1869 auf See) war eine englische Dichterin.

## Leben
Catherine Macready war eine Tochter des berühmten Schauspielers William Charles Macready (1793–1873) aus dessen erster Ehe mit Catherine Frances Macready geb. Atkins (1806–1852), die er 1823 geheiratet hatte. Sie wurde am 21. Juli 1834 auf dem Landsitz ihrer Eltern namens Elm Place geboren und am 20. August 1834 in Elstree getauft.
Ihren Hauptwohnsitz hatte die Familie in London, wo Catherine Macready zum Freundeskreis des Schriftstellers Charles Dickens gehörte, der sie in seinen Briefen als „little Kate“, „Katie“ oder auch „Katey“ bezeichnete. Dickens veröffentlichte 1856 drei ihrer Gedichte in seinem Wochenmagazin Household Words: The Shadow of the Hand, The Angel of Love und Springs in the Desert. 1866 veröffentlichte er ein weiteres ihrer Gedichte – Nemesis – in seiner Zeitschrift All the Year Round. In den Jahren 1860 bis 1868 gab sie selbst drei Gedichtbände heraus.
Um 1865 erkrankte sie an Tuberkulose. Zur Erholung schickte ihr Vater sie nach Madeira. Auf der Rückreise von Madeira nach Plymouth starb sie auf dem Dampfer Celt der Union Steamship Company, der am 31. März 1869 in Plymouth eintraf, wo ihr Vater und ihre Stiefmutter sie abholen wollten. Sie war bereits zuvor auf See bestattet worden.

## Werke
- Leaves From the Olive Mount: Poems, London: Chapman and Hall 1860 (Google Books)
- Cowl and Cap; or, The Rival Churches: and Minor Poems, London: Edward Moxon & Co. 1865 (Google Books)
- Devotional Lays, London: William Macintosh 1868 (Google Books)